# クリスティナ・バルチェリーニ
クリスティナ・バルチェリーニ（Cristina Barcelini、1986年11月20日 - ）は、イタリアの元女子バレーボール選手。ノヴァーラ出身。元イタリア代表。

## 来歴
1986年11月20日、ノヴァーラで生まれる。
1999年からバレーボール選手としてのキャリアを開始し、2003年からセリエAの強豪アシステル・ノヴァーラに移籍。後に10年間プレーした。
2009年、イタリア代表に初選出される。同年6月のモントルーバレーマスターズで代表デビューし準優勝の原動力となる。同年の欧州選手権とグラチャン2009にも出場した。
2010年、ワールドグランプリ2010で銅メダルを獲得した。同年11月の世界選手権に出場した。2011年11月のワールドカップバレーで金メダルを獲得したが、翌年のロンドン五輪メンバーからは外れた。
2012-13シーズンからイモコ・コネリアーノへ移籍し、CEVチャンピオンズリーグに出場した。

## 球歴
- 世界選手権 - 2010年
- ワールドカップ - 2011年
- ワールドグランプリ - 2010年、2011年、2012年、2013年
- 欧州選手権 - 2009年、2011年、2013年

## 受賞歴
- CEVカップ2008-09 - MVP

## 所属クラブ
- Volley Bellinzago  (1999-2003年）
- アシステル・ノヴァーラ (2003-2012年）
- イモコ・コネリアーノ (2012-2015年）
- Promoball Volleyball Flero（2015-2016年）
- AGIL Volley（2016-2017年）
- SAB Volley（2018年）
- Team Conegliano Volley（2020-2022年）